# 特萬特佩克灣

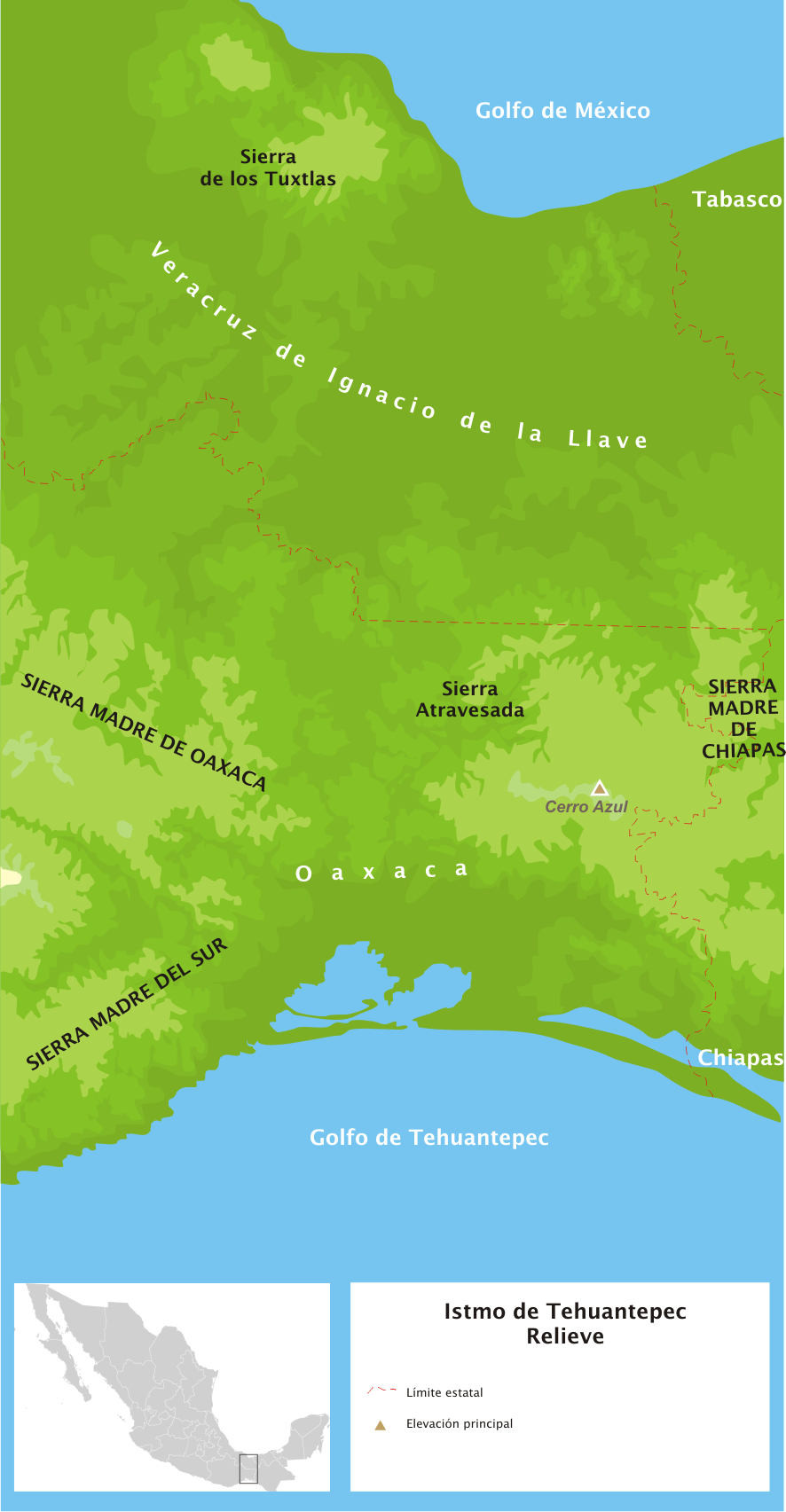

特萬特佩克灣是墨西哥的海灣，位於該國東南部特萬特佩克地峽以南，屬於太平洋的一部分，由瓦哈卡州和恰帕斯州負責管轄，長350公里、寬80公里。